# Małgorzata Kitowska-Łysiak
Małgorzata Kitowska-Łysiak (ur. 28 grudnia 1953 w Stalowej Woli, zm. 17 października 2012 w Lublinie) – polski historyk sztuki, teoretyk i krytyk sztuki, profesor Katolickiego Uniwersytetu Lubelskiego Jana Pawła II, gdzie kierowała Katedrą Historii Sztuki Współczesnej, wybitna znawczyni twórczości Brunona Schulza oraz powojennego malarstwa figuratywnego. Członek Towarzystwa Naukowego KUL, Stowarzyszenia Historyków Sztuki, Lubelskiego Towarzystwa Zachęty Sztuk Pięknych, Rady Programowej Biura Wystaw Artystycznych w Lublinie. Redaktorka serii wydawniczej Sztuka Nowa (TN KUL), zainicjowała badania nad Grupą Zamek.
Małgorzata Kitowska-Łysiak urodziła się 28 grudnia 1953 roku w Stalowej Woli. W 1972 roku rozpoczęła studia z historii sztuki w Katolickim Uniwersytecie Lubelskim, które ukończyła przedstawiając pracę magisterską pt. Bruno Schulz – Xięga Bałwochwalcza, napisaną pod kierunkiem prof. Jacka Woźniakowskiego. Po studiach rozpoczęła pracę w Muzeum Okręgowym w Gorzowie Wielkopolskim, gdzie kierowała Działem Sztuki. Zorganizowała ekspozycje prac m.in. Jana Stanisławskiego oraz Brunona Schulza. W 1981 roku rozpoczęła pracę w Instytucie Historii Sztuki KUL jako asystent, a od 1990 roku – adiunkt. Jednocześnie pisała doktorat pod kierunkiem prof. Woźniakowskiego pt. Paralele i kontrasty. Myśl o sztuce na łamach „Krytyki" Wilhelma Feldmana, wydaną w 1990 roku. W roku 2004 jako profesor KUL powołała Katedrę Historii Sztuki Współczesnej.

## Zainteresowania badawcze
W kręgu jej zainteresowań pozostawała historia i teoria sztuki XIX i XX wieku, zwłaszcza malarstwo polskie po 1945 roku. Wiele studiów poświęciła działalności Brunona Schulza. Redagowała książkę Bruno Schulz in memoriam: 1892-1942, opracowała jego Szkice krytyczne (2000). Była autorką haseł w Słowniku schulzowskim (2003 i 2006), redagowała wspólnie z prof. Władysławem Panasem W ułamkach zwierciadła: Bruno Schulz w 110 rocznicę urodzin i 60 rocznicę śmierci (2003). W 2010 roku ukazał się zbiór materiałów z panelu dyskusyjnego poświęconego Schulzowi pt. Białe plamy w schulzologii, którego była redaktorką. Uczestniczyła również w organizacji cyklicznego Festiwalu Schulzowskiego w Drohobyczu. W ostatnich miesiącach życia brała udział w pracach przygotowujących wydanie Dzieł wszystkich Schulza jako członek zespołu redakcyjnego.
Swoje badania koncentrowała także na sztuce polskiej po 1945 roku. Współorganizowała ogólnopolskie seminaria metodologiczne w Kazimierzu Dolnym.

## Członkostwo
Była członkiem Stowarzyszenia Historyków Sztuki, Stowarzyszenia Literackiego „Kresy", Lubelskiego Towarzystwa Zachęty Sztuk Pięknych oraz Towarzystwa Naukowego KUL.

## Wybrane publikacje
- Schulzowskie marginalia, Lublin 2007
- Ślady. Szkice o sztuce polskiej po 1945 roku, Lublin 1999
- Rzeczywistość obrazu. Teksty o sztuce w Polsce po 1945, Lublin 2007
- Paralele i kontrasty, Lublin 1990

## Wyróżnienia
- dwukrotnie stypendium Ministra Kultury i Dziedzictwa Narodowego (1999, 2001).
- Odznaka Zasłużony Działacz Kultury (pośmiertnie)